# Гурдтепе
Гурдтепе (до 1999 года — Новодмитриевка) — село в Шемахинском районе Азербайджана.

## География
Село расположено на плато Гурдтепе.

## История
Село Новодмитриевка основано в 1874 году русскими-православными переселенцами из различных губерний России. До 1917 года входило в состав Чухур-Юртовского сельского общества Матрасинского участка, состояло из 20 хозяйств. 
Постановлением Милли Меджлиса Азербайджанской Республики от 5 октября 1999 года № 708-IQ село Новодмитриевка, входящее в административно-территориальную единицу села Муганлы Шемахинского района, было переименовано в село Гурдтепе. Постановлением Милли Меджлиса Азербайджанской Республики от 27 июня 2003 года № 493-IIQ село Гурдтепе Шемахинского района было выделено из состава административно-территориальной единицы села Муганлы и образована административно-территориальная единица села Гурдтепе с центром в этом селе. 

## Население
В сказках переписи населения 1886 года в Шемахинском уезде зафиксировано село Новодмитриевка (20 семей, 96 человек). В настоящее время население села составляет 741 человек, из которых 373 мужчины и 368 женщин.

## Экономика
В селе 139 ферм.